# Olga Vilukhina
Olga Gennad'ievna Vilukhina (en russe : Ольга Геннадьевна Вилухина), née le 22 mars 1988 à Mejgorié, est une biathlète russe.

## Carrière
Après avoir participé à quatre reprises aux championnats du monde juniors avec comme résultats deux médailles individuelles dont le titre en sprint en 2006 ainsi que quatre médailles en relais féminin, Olga Vilukhina intègre l'équipe de Russie pour la Coupe du monde. Elle réalise ses premières performances lors de la saison 2008-2009 avec un premier top 10 dès sa première course de Coupe du monde (sixième du sprint de Khanty-Mansiïsk). Cinquième du sprint de Nové Město na Moravě lors de la saison 2011-2012, cette place représente alors son meilleur résultat individuel coupe du monde. Collectivement, Vilukhina remporte durant la même saison la victoire en relais mixte à Hochfilzenet la victoire en relais féminin à Oberhof.
Lors des Championnats du monde 2012 à Ruhpolding, elle remporte la médaille de bronze de la poursuite après avoir terminé huitième du sprint.
Vilukhina décroche initialement deux médailles d'argent aux Jeux olympiques de 2014 à Sotchi, l'une dans l'épreuve du sprint, derrière la Slovaque Anastasia Kuzmina et devant l'Ukrainienne Vita Semerenko, l'autre dans l'épreuve du relais (4 × 6 km), en compagnie de Iana Romanova, Olga Zaïtseva et Ekaterina Shumilova. Le 27 novembre 2017, le Comité international olympique (CIO) annonce qu'Olga Vilukhina, convaincue de dopage, est disqualifiée de toutes les épreuves auxquelles elle a participé pendant les Jeux olympiques d'hiver de 2014 à Sotchi. Elle perd donc ses 2 médailles d'argent (sprint et relais). Elle est également bannie à vie des Jeux olympiques et doit rendre ses médailles. En 2020, le Tribunal arbitral du sport annule la suspension à vie d'Olga Vilukhina et restaure ses résultats individuels obtenus lors des Jeux olympiques de 2014 : elle conserve finalement la médaille d'argent du sprint.

## Palmarès

### Jeux olympiques
| Épreuve / Édition           | Individuel | Sprint | Poursuite | Départ en masse | Relais | Relais mixte |
| Jeux olympiques 2014 Sotchi | —          | 2e     | 7e        | 21e             | 2e DSQ | 4e DSQ       |

Légende :
- : première place, médaille d'or
- : deuxième place, médaille d'argent
- : troisième place, médaille de bronze
- — : Non disputée par Vilukhina

### Championnats du monde
| Épreuve / Édition | Individuel | Sprint | Poursuite                 | Départ en masse | Relais | Relais mixte |
| 2012 Ruhpolding   | 8e         | 8e     | Médaille de bronze, monde | 19e             | 7e     | 5e           |
| 2013 Nové Město   | 10e        | 5e     | 22e                       | 23e             | 4e     | 6e           |

Légende :
- : première place, médaille d'or
- : deuxième place, médaille d'argent
- : troisième place, médaille de bronze
- — : Non disputée par Vilukhina

### Coupe du monde

#### Classements en Coupe du monde par saison
| Saison    | Classement général final | Individuel | Sprint | Poursuite | Mass Start |
| 2008-2009 | 65e                      |            | 54e    | 54e       |            |
|           |                          |            |        |           |            |
| 2010-2011 | 67e                      | 45e        | nc     | 62e       |            |
| 2011-2012 | 11e                      | 12e        | 8e     | 10e       | 15e        |
| 2012-2013 | 12e                      | 14e        | 12e    | 7e        | 15e        |
| 2013-2014 | 4e                       | 29e        | 4e     | 4e        | 5e         |

#### Podiums
- 12 podiums[8] :
  - 5 podiums individuels : 2 deuxièmes places et 3 troisièmes places.

| Résultat  | Individuel | Sprint | Poursuite | Départ en masse | Total |
| --------- | ---------- | ------ | --------- | --------------- | ----- |
| 1re place | 0          | 0      | 0         | 0               | 0     |
| 2e place  | 0          | 1      | 1         | 0               | 2     |
| 3e place  | 0          | 1      | 2         | 0               | 3     |

- - 7 podiums en relais : 3 victoires, 2 deuxièmes places et 2 troisièmes places.

| Résultat  | Relais | Relais mixte | Total |
| --------- | ------ | ------------ | ----- |
| 1re place | 1      | 2            | 3     |
| 2e place  | 2      | 0            | 2     |
| 3e place  | 2      | 0            | 2     |

### Championnats d'Europe
- Médaille de bronze du relais en 2010.

### Championnats du monde junior
| Épreuve / Édition          | Individuel | Sprint               | Poursuite                 | Relais                    |
| 2006 Presque Isle (jeunes) | 28e        | Médaille d'or, monde | Médaille de bronze, monde | Médaille d'argent, monde  |
| 2007 Martell-Val Martello  | 14e        | 15e                  | 9e                        | Médaille d'argent, monde  |
| 2008 Ruhpolding            | 9e         | 17e                  | 4e                        | Médaille de bronze, monde |
| 2009 Canmore               | 23e        | 6e                   | 4e                        | Médaille d'argent, monde  |

Légende :
- : première place, médaille d'or
- : deuxième place, médaille d'argent
- : troisième place, médaille de bronze
- — : Non disputée par Vilukhina

### Championnats d'Europe junior
- Médaille d'or du relais en 2008.
- Médaille d'or du sprint, de la poursuite, de l'individuel et du relais en 2009.